# Едуардо Оста
Едуардо Оста (ісп. Eduardo Osta; нар. 4 вересня 1959) — колишній іспанський тенісист.
Найвищу одиночну позицію світового рейтингу — 140 місце досяг 7 листопада 1988, парну — 285 місце — 2 січня 1984 року.

## Титули на челленджерах

### Одиночний розряд: (1)
| Ранг | Рік  | Турнір        | Покриття | Суперник    | Рахунок  |
| ---- | ---- | ------------- | -------- | ----------- | -------- |
| 1.   | 1988 | Тарб, Франція | Ґрунт    | Хесус Колас | 7–6, 6–4 |